# 穆尔拉
穆尔拉，是西班牙巴伦西亚自治区阿利坎特省的一个市镇。总面积6km2，总人口391人（2001年），人口密度65人/km2。